# Adam Matthews
Adam James Matthews, född 13 januari 1992, är en walesisk fotbollsspelare (högerback) som spelar för Charlton Athletic. Han har även representerat Wales landslag.